# Hansa Pilsener (Namibië)

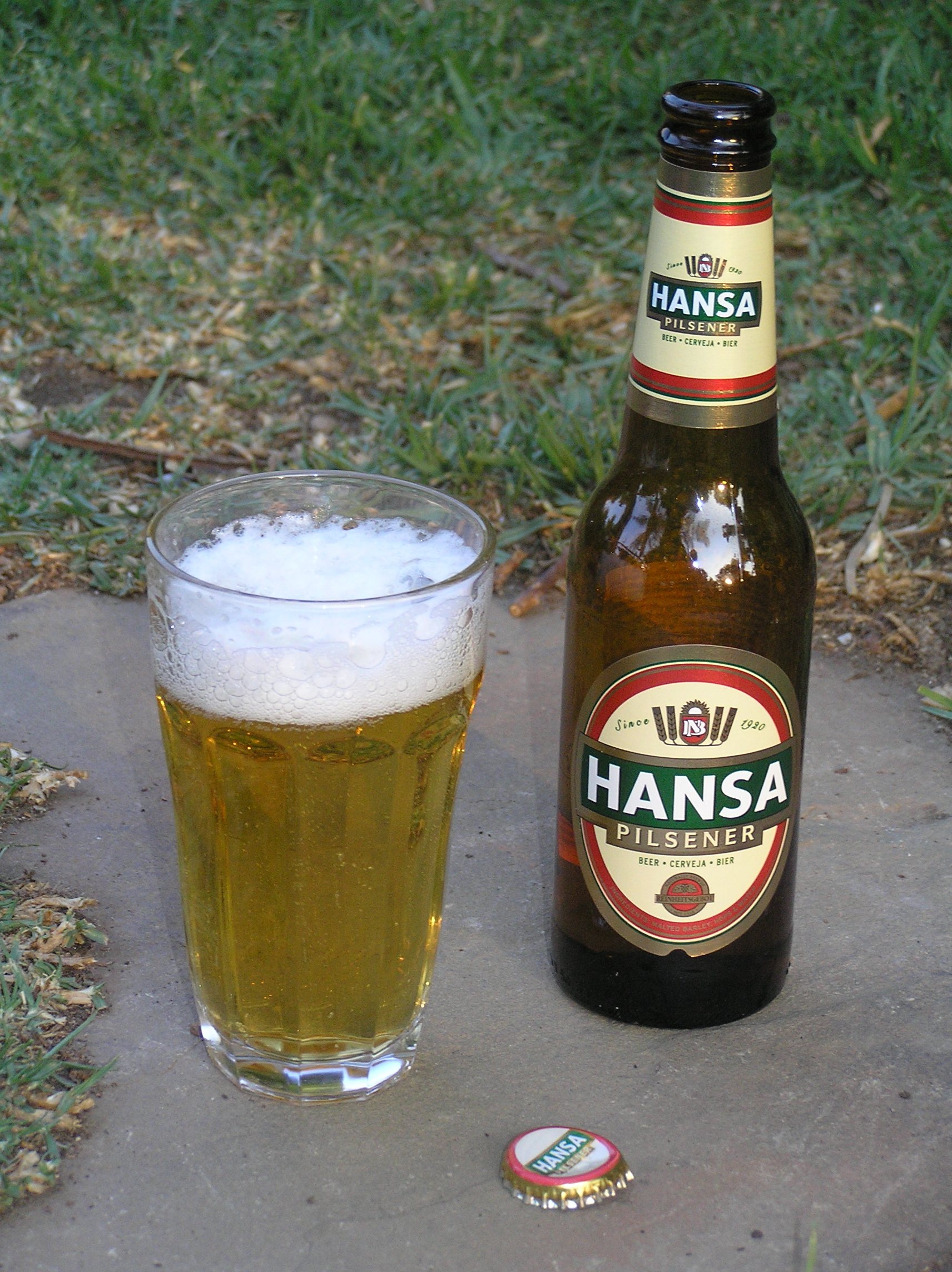
Een flesje Hansa

Hansa is een biermerk uit Namibië. Het is een pils.
Namibia Breweries, de brouwer van Hansa, brouwt het bier volgens het Duitse Reinheitsgebot van 1530 en importeert daarom hop uit Duitsland. Hansa pilsener heeft een alcoholpercentage van 4,5%. Dezelfde brouwer produceert ook Windhoek Lager en Tafel Lager.
Heineken heeft een groot belang in de brouwerij. Er wordt derhalve ook Heineken gebrouwen.